# Jesus-Christus-Kirche (Dillheim)

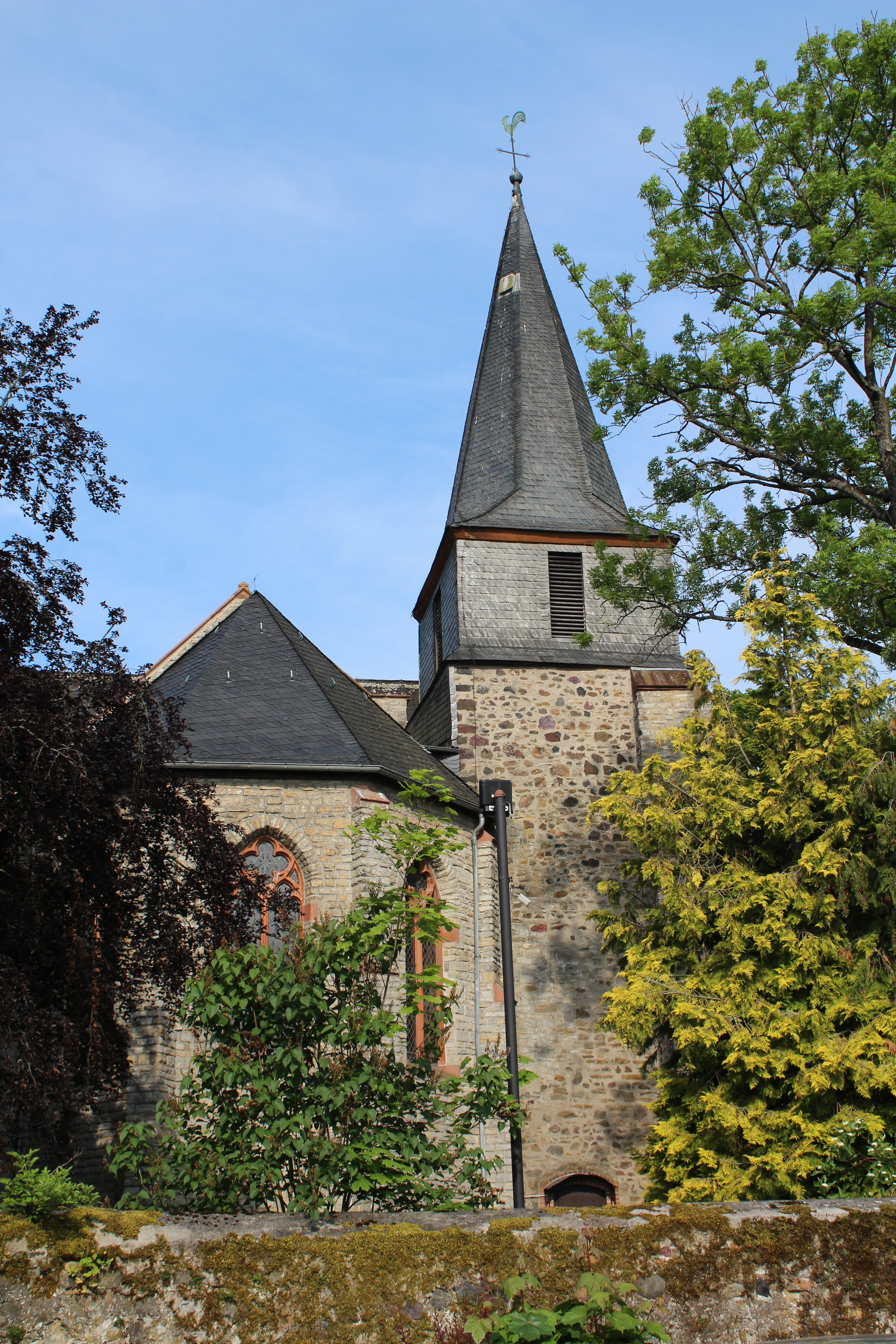
Ostseite der Kirche Dillheim mit mittelalterlichem Turm

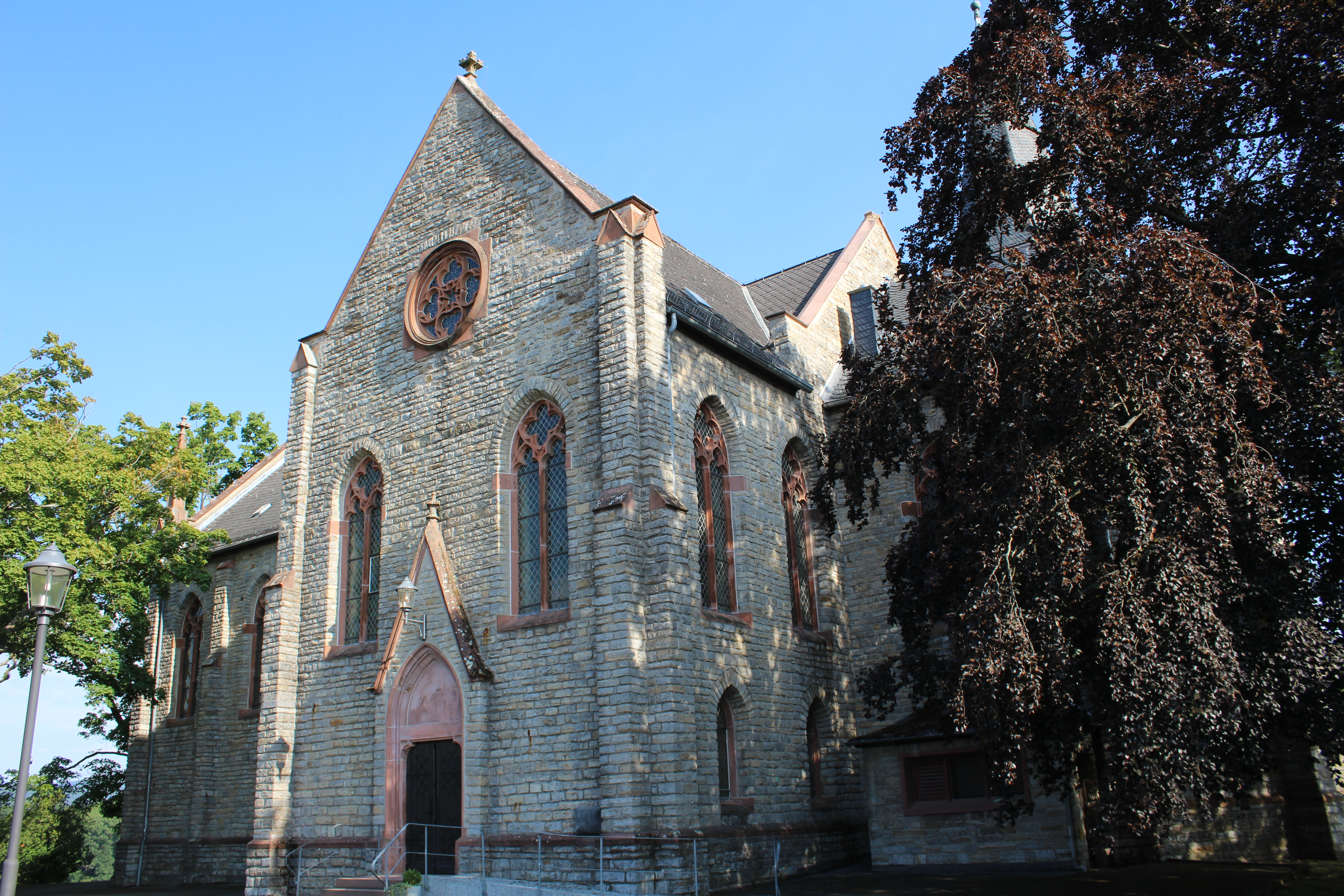
Südliches Querschiff

Die Jesus-Christus-Kirche in Dillheim in der Gemeinde Ehringshausen im Lahn-Dill-Kreis (Hessen) ist eine neugotische Saalkirche auf kreuzförmigem Grundriss aus den Jahren 1865 bis 1866. Vom mittelalterlichen Vorgängerbau wurde der Turm des 13. Jahrhunderts übernommen. Der Sakralbau ist eine der größten Kirchen im Wetzlarer Raum. Die denkmalgeschützte Kirche prägt das Ortsbild und ist aufgrund ihrer geschichtlichen, künstlerischen, städtebaulichen und wissenschaftlichen Bedeutung hessisches Kulturdenkmal.

## Geschichte
Dillheim wird im Jahr 1226 erstmals urkundlich erwähnt, als eine Pfarrei genannt wird. Der Vorgängerbau der heutigen Kirche wird ins 13. Jahrhundert datiert. Dillheim war im ausgehenden Mittelalter Sendort für alle Orte des Kirchspiels, das im Archipresbyterat Wetzlar im Archidiakonat St. Lubentius Dietkirchen im Bistum Trier gehörte. Zum Kirchspiel Dillheim gehörten die zwölf Ortschaften Dillheim, Bechlingen, Berghausen, Breitenbach, Daubhausen, Dreisbach, Edingen, Ehringshausen, Katzenfurt, Kölschhausen, Niederlemp und Werdorf. Solms-Braunfels hatte das Kirchenpatronat inne.
Die Reformation im Kirchspiel Dillheim wurde vermutlich ab 1524 unter Pfarrer Johannes Zaunschliffer von Braunfels (1524–1530) eingeführt, der 1529 am Marburger Religionsgespräch teilnahm. 1566 oder 1568 wurden fünf Dörfer aus dem Kirchspiel Dillheim ausgelagert und zum Kirchspiel Kölschhausen zusammengefasst. Bechlingen, Breitenbach, Dreisbach und Niederlemp sind seitdem Filialorte von Kölschhausen. Unter Graf Konrad von Solms-Braunfels wurde 1582 das reformierte Bekenntnis eingeführt.
1752 und 1776 wurden Renovierungen der Kirche durchgeführt. Abicht hielt die Kirche für „eine der ältesten im Greifensteinischen“ und verwies auf ihre Schwibbögen. Aufgrund von Baufälligkeit wurde 1864 der mittelalterliche Vorgängerbau gemäß der Anordnung der Bauaufsicht abgerissen und in den Jahren von 1865 bis 1866 ersetzt. Nur der alte Kirchturm blieb erhalten und wurde in den Neubau integriert. Die Grundsteinlegung erfolgte am 29. Mai 1865 und die Einweihung am 12. Dezember 1866.
Durch die Sprengung eines nahen Bunkers wurden 1946 die Glasfenster der Kirche zerstört. Im Zuge einer Innenrenovierung im Jahr 1955 erhielten die Balkendecken in Schiff und Chor eine Verkleidung und der Innenraum eine schlichte Bemalung. Katzenfurt wurde 1959 aus dem Dillheimer Kirchspiel gelöst, zu einer eigenen Pfarrei erhoben und mit Daubhausen pfarramtlich verbunden. Die Maßnahmen der Innenrenovierung in den 1950er Jahren wurden 1987/1988 wieder zurückgenommen und der ursprüngliche Zustand wurde wiederhergestellt. Anfang der 1980er Jahre fand eine Außensanierung statt.
Seit dem 1. Juli 2020 besteht eine pfarramtliche Verbindung mit Kölschhausen. Die evangelische Kirchengemeinde Ehringshausen-Dillheim gehört zum Evangelischen Kirchenkreis an Lahn und Dill in der Evangelischen Kirche im Rheinland.

## Architektur

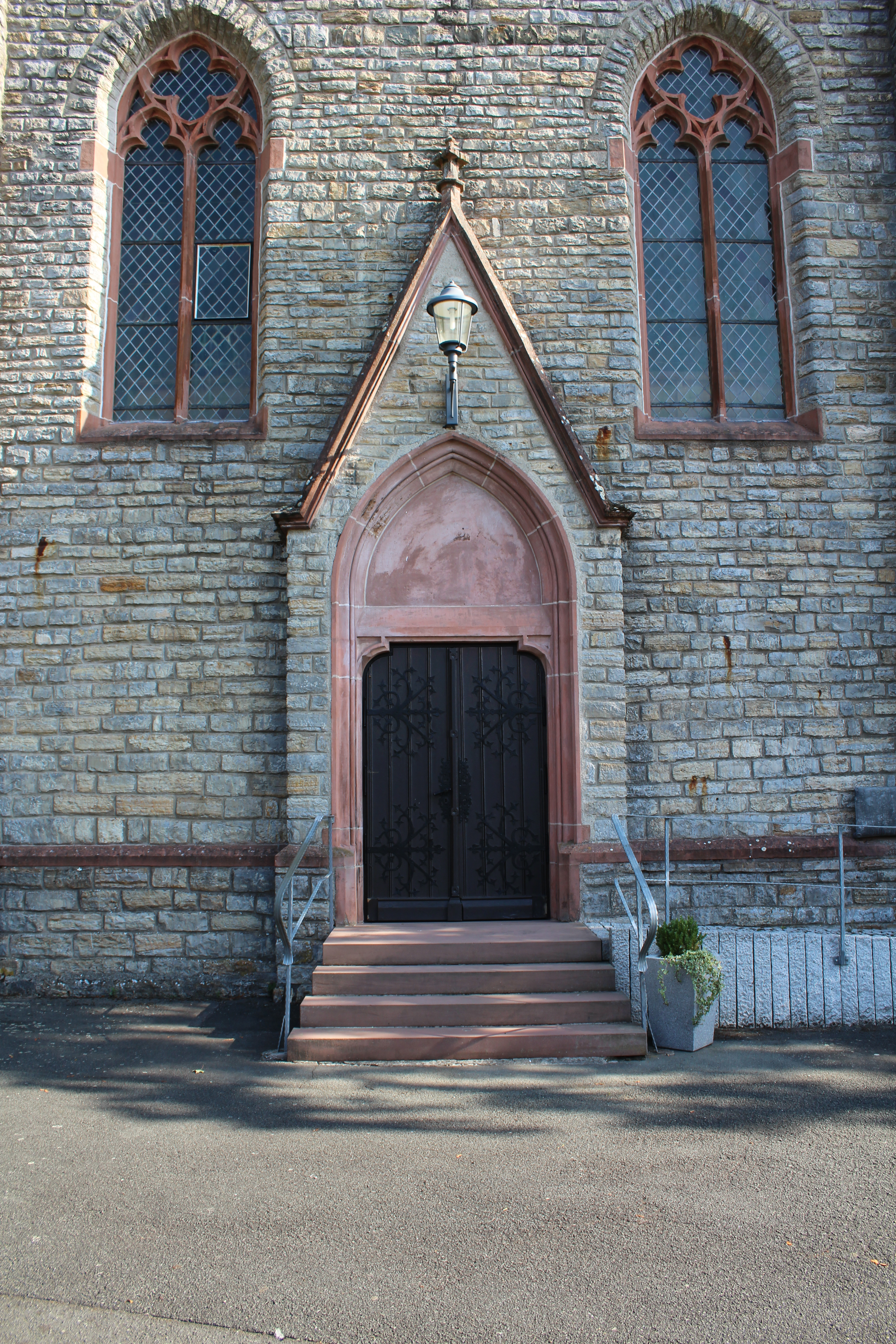
Südportal

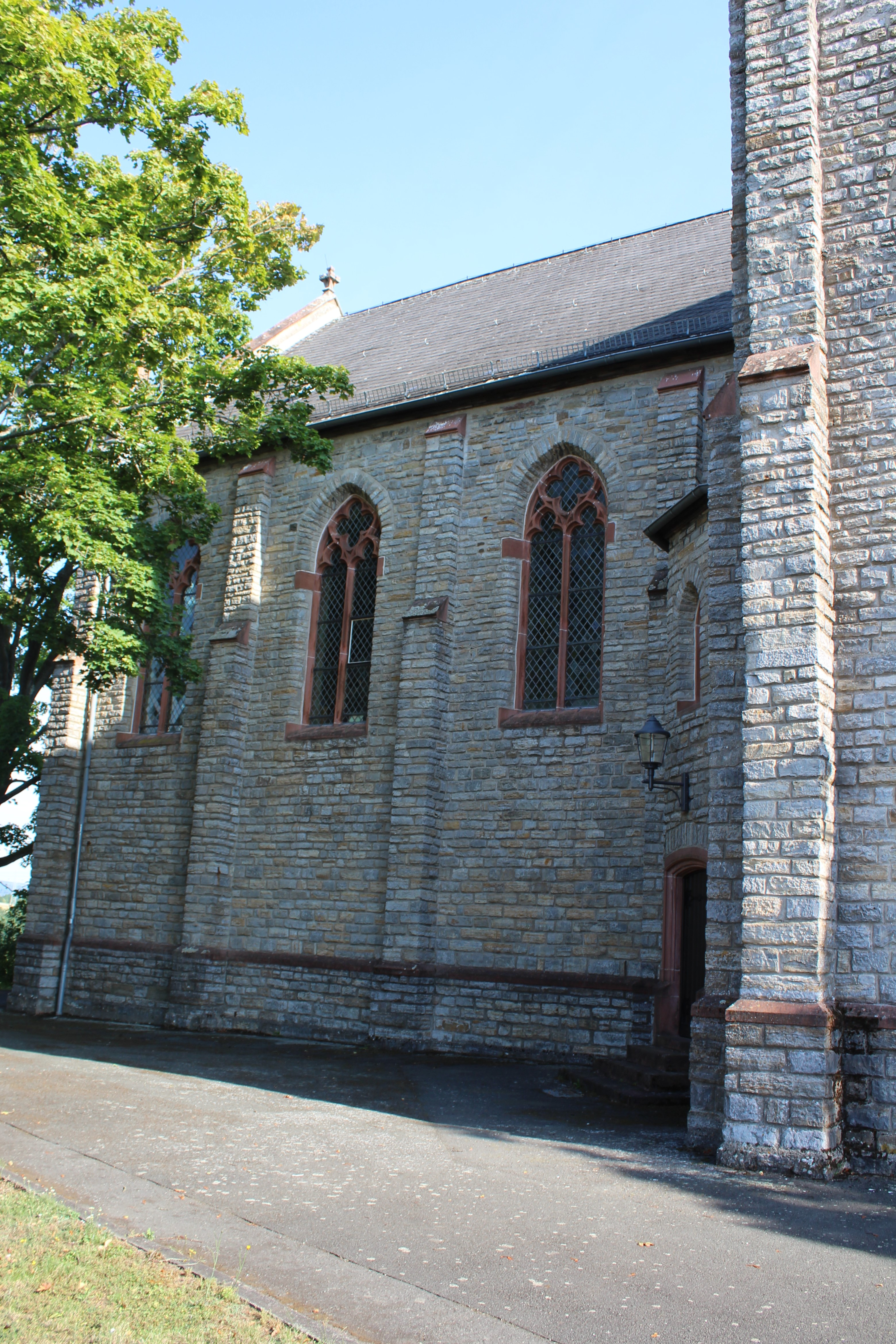
Südseite des Kirchenschiffs

Der geostete Saalbau auf kreuzförmigem Grundriss wurde repräsentativ auf einem Bergsporn über dem Dilltal im Westen des Ortes errichtet. Die Kirche steht inmitten eines Friedhofsgeländes mit reichem Baumbestand. Der neugotische Bau entstand nach Plänen von Kommunalbaumeister Mayer aus Wetzlar, der auch die Bauaufsicht hatte, an derselben Stelle wie der mittelalterliche Vorgängerbau. Als Baumaterial dienten helle Kalksteinquader, die für das Schichtmauerwerk grob behauen wurden. Die Architekturelemente aus rotem Sandstein heben sich davon ab.
Die Außenmauern werden durch schmale Strebepfeiler und hohe Spitzbogenfenster mit zweibahnigem Maßwerk und Vierpass gegliedert. Den beiden Strebepfeilern an den Westecken des Kirchenschiffs sind Fialen mit Kreuzblumen aufgesetzt. An das vierjochige Schiff schließt sich ein Querschiff in derselben Mauer- und Traufhöhe an. In den beiden westlichen Winkeln sind polygonale Treppentürme mit Stichbogenportalen angebaut, die den Zugang zu den Emporen ermöglichen. Die mittigen Portale in den drei Giebelseiten treten etwas vor. Das profilierte Gewände aus Sandstein hat ein Tympanon unter einem Wimperg, der von einer Fiale mit Kreuzblume bekrönt wird. Darüber ist eine Fensterrose mit Maßwerk aus rotem Sandstein eingelassen, die vier Kreise mit Dreipassen hat. Die drei Giebelspitzen von Schiff und Seitenarmen werden von einer großen Kreuzblume bekrönt. Der Ostseite des Querschiffs ist ein Giebel aufgesetzt, der den Übergang zum Chor bildet. Der unregelmäßig polygonale fünfseitige Chorschluss ist gegenüber den Schiffen niedriger und eingezogen.
In den Neubau wurde der kleine mittelalterliche Glockenturm an der Nordostecke zwischen Querschiff und Chor einbezogen. Der ungegliederte Turmschaft mit Schlitzfenstern ist aus unverputztem Bruchsteinmauerwerk massiv aufgemauert. Die beiden Nordecken haben je zwei abgetreppte Strebepfeiler. Der Eingang an der Ostseite mit Umrahmung aus roten Ziegelsteinen unter Stichbogen ist sekundär. Der verschieferte Turmaufbau hat ein kubusförmiges Glockengeschoss mit vier hochrechteckigen Schallöffnungen für das Geläut. Der geknickte oktogonale Spitzhelm wurde im Jahr 1804 erneuert. Er wird von einem Turmknauf, einem Kreuz und Wetterhahn bekrönt. Reste des Kreuzgewölbes im Untergeschoss des Turms deuten darauf hin, dass es sich um den Chorturm des Vorgängerbaus handelt, der durch den Neubau zum Chorflankenturm wurde.

## Ausstattung

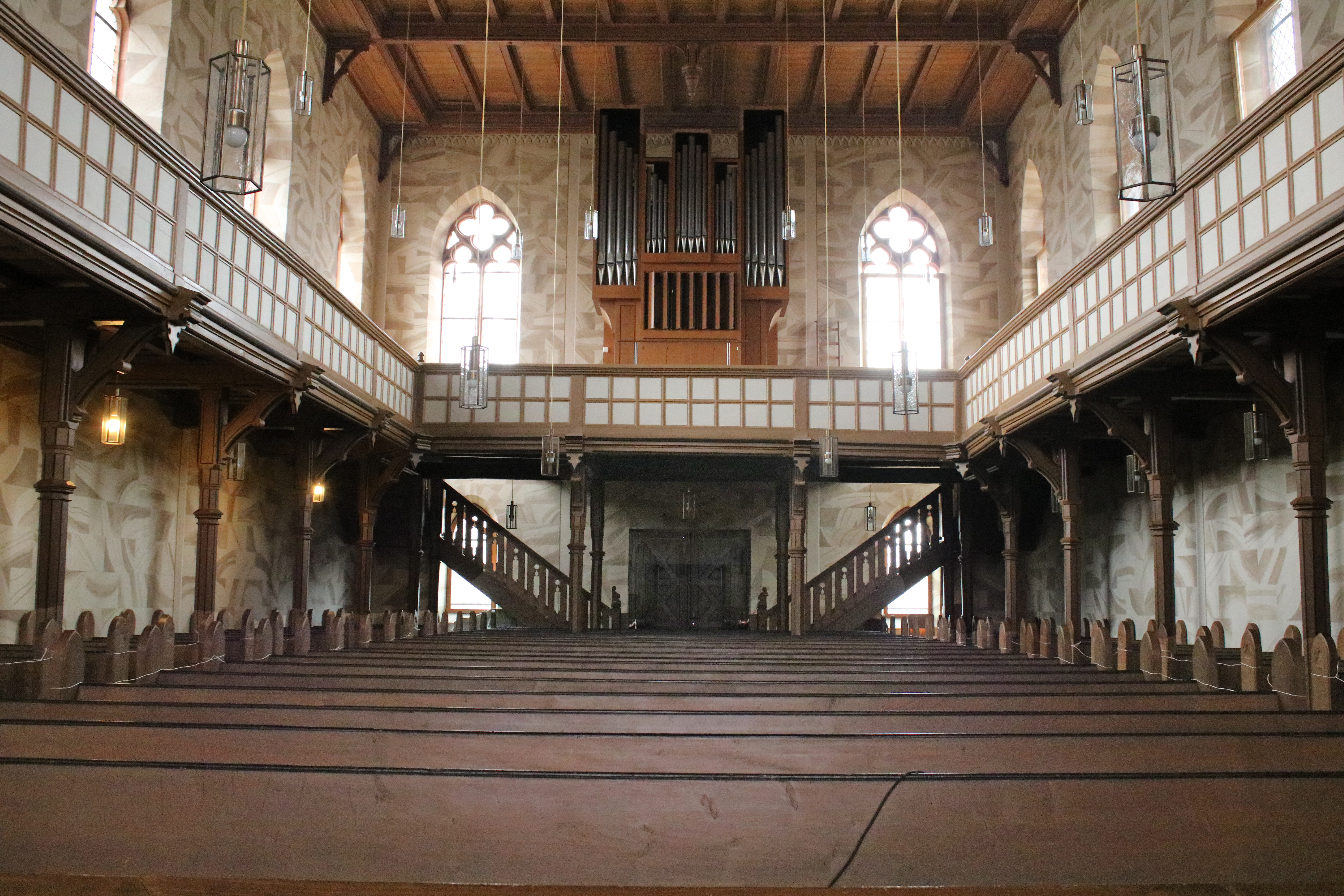
Blick zur Orgelempore

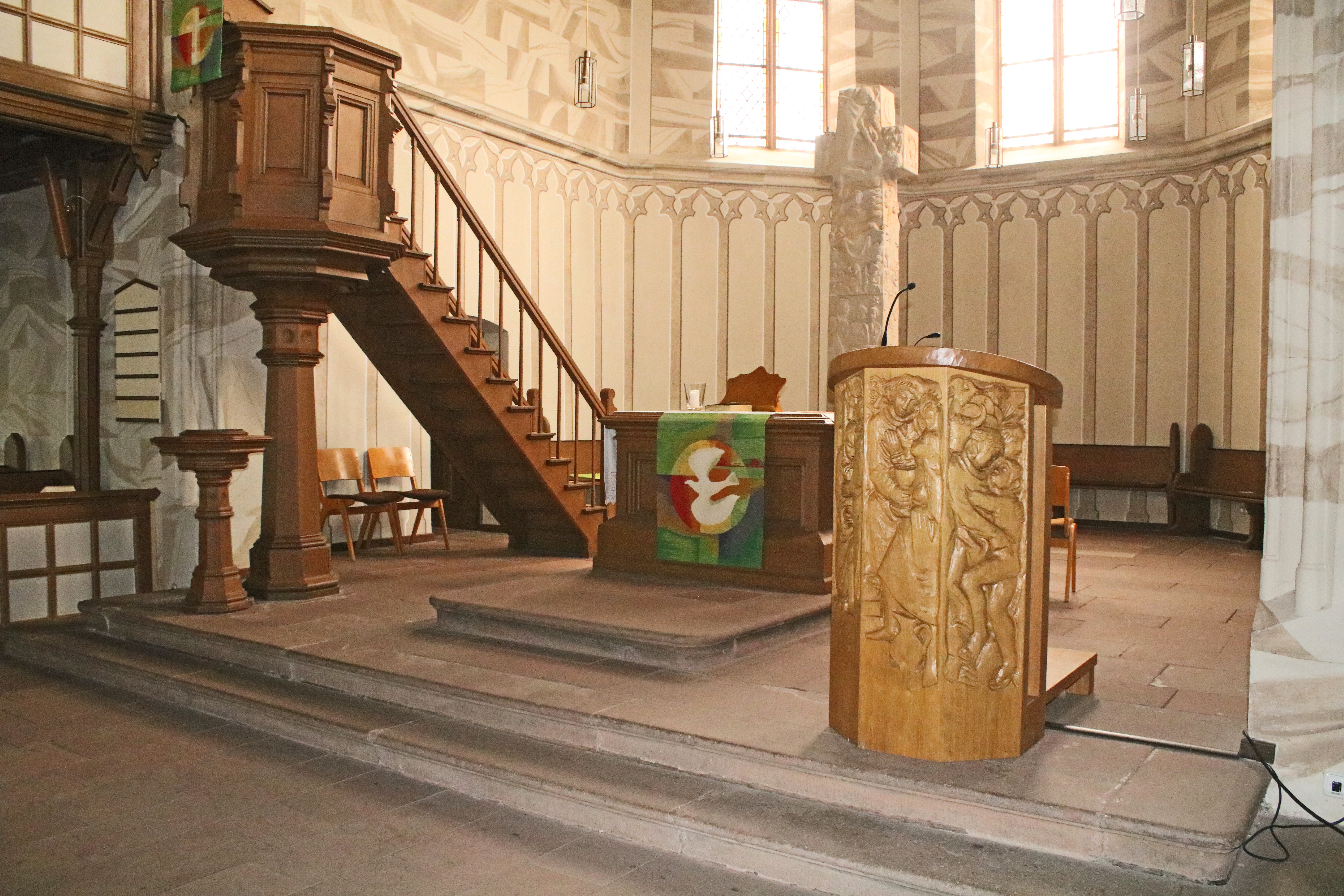
Altarraum mit Lesepult

Der Innenraum wird von einer flachen Holzbalkendecke abgeschlossen, die von Konsolen gestützt wird. Die 1955 übermalte Quaderbemalung im Inneren wurde bei der Renovierung 1987/1988 wiederhergestellt. Ausgespart ist im Chor der Bereich unter den Fenstern mit Maßwerk-Blendwerk. Der Boden ist mit Platten aus rotem Sandstein belegt. Ein großer Spitzbogen mit Quaderbemalung öffnet den um drei Stufen erhöhten Chor zum Schiff. Die Kirchenausstattung ist weitgehend bauzeitlich.
Die umlaufenden Holzemporen füllen die gesamten Seitenschiffe aus. Über schmale Emporen an den Langseiten des Schiffs wird die Verbindung zur Westempore hergestellt, die als Aufstellungsort der Orgel dient. Die Emporen ruhen auf Pfosten mit Bügen. Die Brüstungen sind mit weißen Quadraten kassettiert.
Die holzsichtige polygonale Kanzel ist an der nördlichen Seite des Chorbogens aufgestellt. Die Kanzelfelder haben hochrechteckige Füllungen. Der hölzerne Blockaltar mit Profilen ist um eine Stufe erhöht. Das große steinerne Altarkreuz mit kurzen Armen und das geschnitzte Lesepult schuf Hermann Pohl (1917–1998) aus Kassel im Jahr 1992. Das hölzerne Kirchengestühl bildet im Schiff und unter den beiden Emporen drei Blöcke, die nach Osten ausgerichtet sind, während die Blöcke in den Seitenarmen samt ihren Emporen mit Blickrichtung auf das liturgische Zentrum quergestellt sind.

## Orgel

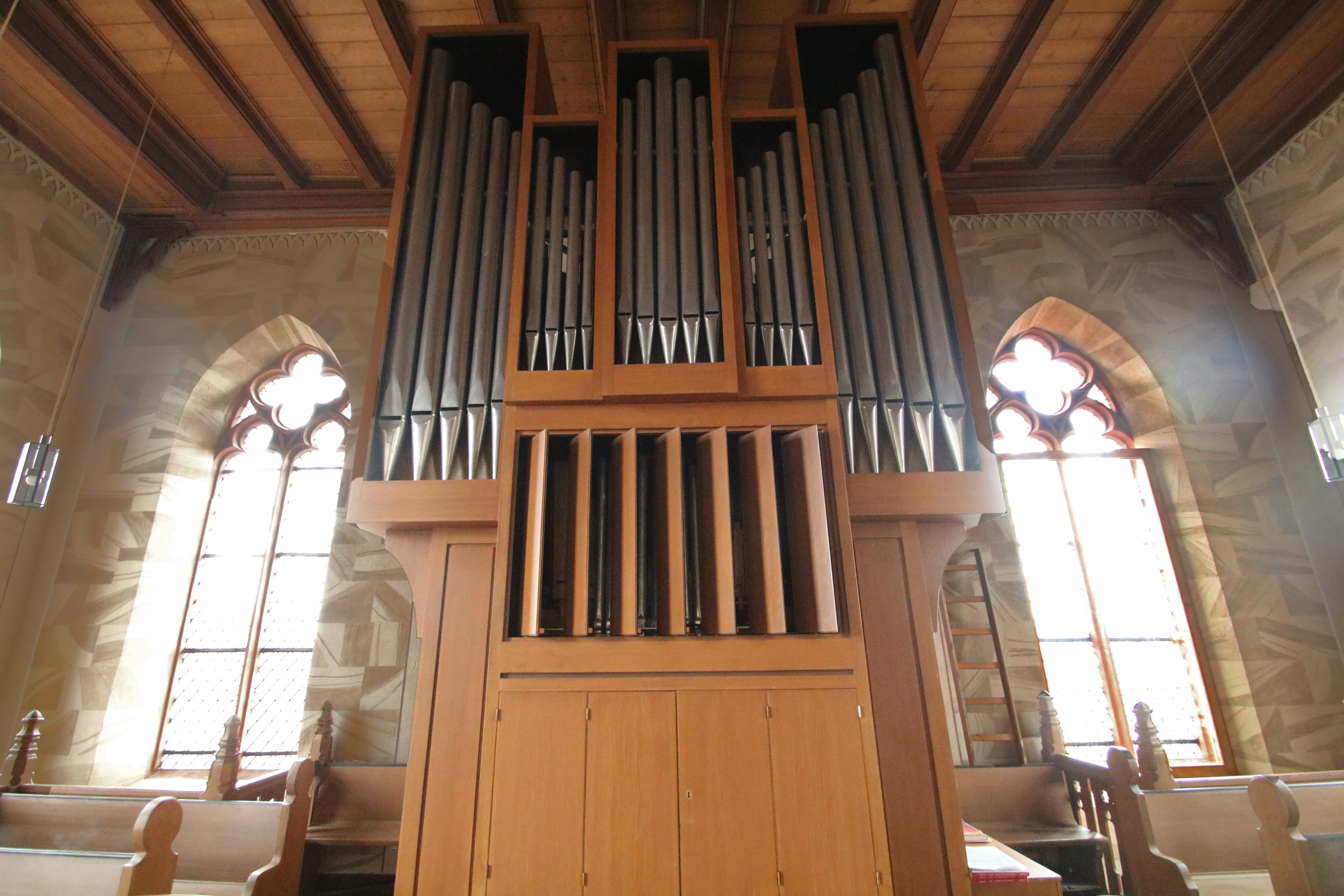
Oberlinger-Orgel von 1971

Um 1870 wurde eine Orgel eingebaut, die über 13 Register auf einem Manual und Pedal verfügte.
Die Firma Oberlinger baute zwischen 1970 und 1971 die heutige, zweite Orgel mit 17 Registern, die sich auf zwei Manuale und Pedal verteilen. Der Prospekt wird aus fünf schlichten hochrechteckigen Kästen gebildet. Die Disposition lautet wie folgt:
| I Hauptwerk C–g3 |       |
| Principal        | 8′    |
| Hohlpfeife       | 8′    |
| Octave           | 4′    |
| Koppelflöte      | 4′    |
| Superoctave      | 2′    |
| Mixtur V         | 1 ⁄3′ |
| Trompete         | 8′    |

| II Brustwerk (schwellbar) C–g3 |    |
| Copula                         | 8′ |
| Salicional                     | 8′ |
| Rohrflöte                      | 4′ |
| Principal                      | 2′ |
| Sesquialter II                 |    |
| Cymbel IV                      | 1′ |
| Tremulant                      |    |

| Pedal C–f1 |     |
| Subbass    | 16′ |
| Octavbass  | 8′  |
| Gemshorn   | 4′  |
| Posaune    | 16′ |

- Koppeln: II/I, I/P, II/P